# 삼선초등학교
삼선초등학교는 대한민국 충청남도 아산시 선장면 대흥리에 있었던 공립 초등학교이다.

## 연혁
- 1961년 4월 1일 선장국민학교 선흥분교장 인가
- 1963년 3월 11일 삼선국민학교 승격 개교
- 1984년 3월 15일 병설유치원 개원
- 1985년 2월 13일 병설유치원 1회 졸업(35명)
- 1985년 2월 16일 22회 졸업 (1990명)
- 1985년 3월 1일 7학급 편성
- 1986년 2월 14일 병설유치원 2회 졸업(55명)
- 1986년 2월 18일 23회 졸업 (2048명)
- 1986년 3월 1일 6학급 편성
- 1987년 2월 10일 병설유치원 3회 졸업(36명)
- 1987년 2월 18일 24회 졸업 (2075명)
- 1988년 2월 10일 병설유치원 4회 졸업(33명)
- 1988년 2월 13일 25회 졸업(2114명)
- 1989년 2월 13일 병설유치원 5회 졸업 (32명)
- 1989년 2월 16일 26회 졸업(2153명)
- 1990년 2월 13일 병설유치원 6회 졸업(23명)
- 1990년 2월 15일 27회 졸업(2185명)
- 1990년 7월 11일 테니스장 준공
- 1990년 8월 19일 시계탑 건립
- 1990년 2월 11일 병설유치원 7회 졸업(25명)
- 1991년 2월 12일 제28회 졸업(2223명)
- 1992년 2월 13일 병설유치원 8회 졸업(18명)
- 1993년 2월 16일 제30회 졸업(2286명)
- 1993년 3월 1일 6학급 편성
- 1994년 2월 19일 제31회 졸업 (36명)
- 1995년 2월 17일 제32회 졸업(29명)
- 1995년 2월 13일 병설유치원 11회 졸업
- 1996년 2월 16일 제33회 졸업(21명)
- 1996년 3월 1일 5학급 편성(98명)
- 1996년 3월 1일 삼선초등학교로 개칭
- 1997년 2월 20일 제34회 졸업(21명) 누계 2,394명
- 1997년 3월 1일 6학급 편성
- 1998년 2월 13일 병설유치원 13회 졸업(20명)
- 1998년 2월 18일 제35회 졸업(16명) 누계 2,410명
- 2000년 2월 18일 제37회 졸업(12명) 누계 2,445명
- 2000년 3월 1일 5학급 편성(70명)
- 2001년 2월 16일 제38회 졸업(17명) 누계 2,452명
- 2001년 3월 1일 6학급 편성(63명)
- 2002년 3월 1일 5학급 편성(53명)
- 2003년 3월 1일 6학급 편성(47명)
- 2007년 3월 1일 선장초등학교로 통합